# Entinostat
Entinostat ist ein experimenteller Arzneistoff aus der Gruppe der HDAC-Inhibitoren. Er weist besondere Affinität zu zwei Histon-Deacetylasen (HDAC) der Klasse I auf, nämlich HDAC 1 und 3, und soll somit als Zytostatikum verwendet werden. Entinostat wird von dem Pharmaunternehmen Syndax entwickelt und befindet sich in Phase-2 der klinischen Studie.

## Pharmakologie

### Wirkmechanismus
Die Histon-Deacetylasen (HDACs) sind Enzyme, die die Genexpression durch Deacetylierung von Lysinresten in Histonen regulieren und durch Entinostat gehemmt werden. Dadurch kommt es zum vermehrten Vorliegen von acetylierten Lysinresten, die keine positive Ladung mehr besitzen und nicht mehr mit der negativ geladenen DNA interagieren können. Es kommt zu einer Entspannung der Chromatinstruktur.
Die entspannte Chromatinstruktur ermöglicht DNA-bindenden Proteinen, wie Transkriptionsfaktoren, den Zugang zur DNA. Dies führt zu einer erleichterten Genexpression.
Bei der Therapie mit Entinostat werden zwei Ziele verfolgt:
1. Eingriff in die Expression von Genen, die in der Regelung des Zellzyklus eine Rolle spielen, dadurch wird z. B. die Zelldifferenzierung oder die Apoptose beeinflusst.
2. Sensibilisierung (Medizin) der Tumore für Zytostatika, daher soll Entinostat als Kombinationspräparat mit Zytostatika oder Strahlentherapie eingesetzt werden.

Das Wirkungsspektrum von Entinostat ist groß, es soll gegen Brustkrebs, Lungenkrebs, Darmkrebs, Blutkrebs und Bauchspeicheldrüsenkrebs eingesetzt werden. Außerdem zeigt Entinostat eine Selektivität gegenüber Tumorzellen und bis jetzt keine gravierenden Nebenwirkungen.

### Pharmakokinetik
Entinostat ist oral wirksam und hat eine sehr lange Plasmahalbwertszeit von 45 bis 100 Stunden, daher reichen ein bis zwei Dosen pro Woche.